# Eslovaquia en los Juegos Olímpicos de Sídney 2000
Eslovaquia estuvo representada en los Juegos Olímpicos de Sídney 2000 por un total de 108 deportistas que compitieron en 16 deportes.  
El portador de la bandera en la ceremonia de apertura fue el piragüista Slavomír Kňazovický.

## Medallistas
El equipo olímpico eslovaco obtuvo las siguientes medallas:
| Nombre                                | Deporte               | Competición      |
| ------------------------------------- | --------------------- | ---------------- |
| Oro                                   |                       |                  |
| Pavol Hochschorner Peter Hochschorner | Piragüismo en eslalon | C2 M             |
| Plata                                 |                       |                  |
| Martina Moravcová                     | Natación              | 200 m libre F    |
| Martina Moravcová                     | Natación              | 100 m mariposa F |
| Michal Martikán                       | Piragüismo en eslalon | C1 M             |
| Bronce                                |                       |                  |
| Juraj Minčík                          | Piragüismo en eslalon | C1 M             |